# Bosanskohercegovačka radiotelevizija

Logo

Bosanskohercegovačka radiotelevizija (BHRT) ist die nationale Rundfunkanstalt für Bosnien und Herzegowina mit Sitz in Sarajevo.

## Geschichte

### Radio Sarajevo (1945–1961)
Radio Sarajevo startete am 10. April 1945 als erstes Hörfunkprogramm Bosnien und Herzegowinas mit den Worten Ovdje Radio Sarajevo. Smrt fašizmu - sloboda narodu! („Hier ist Radio Sarajevo. Tod dem Faschismus – Freiheit dem Volk“), gesprochen von Đorđe Lukić Cigo, dem ersten Radiosprecher und Techniker von Radio Sarajevo. Bis Ende 1945 wurde ein sechsstündiges Programm gesendet, das in drei Blöcke, ein Morgen-, Nachmittags- und Abendprogramm eingeteilt war. Ab dem 1. Oktober 1961 sendete das Programm von Radio Sarajevo von 5 bis 24 Uhr.

### Televizija Sarajevo (1961–1965)
Am 1. Juni 1961 startete das erste Fernsehprogramm in Bosnien und Herzegowina, Televizija Sarajevo. Mangels eigener Studiofläche sendete es anfangs aus den Studios von Radio Sarajevo. Televizija Sarajevo hatte selbst nur drei Redakteure, Alija Nuhbegović, Jan Beran und Ismet Mehić. Den überwiegenden Teil der Sendezeit trugen von TV Beograd und TV Zagreb produzierte Sendungen bei. Als erste Direktorin von Televizija Sarajevo diente Danica Kurtović. Die erste Liveübertragung erfolgte am 27. Juli 1961 zum 20. Jahrestag des Aufstands in Serbien 1941.

### Radiotelevizija Sarajevo (1965–1992)
Im Jahr 1965 wurde die öffentlich-rechtliche Anstalt Radiotelevizija Sarajevo gegründet, die Teil des jugoslawischen Rundfunksystems unter der Jugoslovenska Radiotelevizija (JRT) war. In diesem Jahr wurden rund 73 Stunden an Eigenproduktionen gesendet; der Rest kam von den anderen Sendern der JRT. Ab dem 17. März 1969 sendete Televizija Sarajevo erstmals aus eigenen Studios und nicht mehr aus denen von Radio Sarajevo. Die erste Ausgabe der täglichen Nachrichtensendung von Televizija Sarajevo, TV Dnevnik wurde am 25. Februar 1971 ausgestrahlt. Im selben Jahr wurde ein auf die Hauptstadt Sarajevo fokussiertes, Sarajevo 202 genanntes Hörfunkprogramm gestartet. Das dritte Hörfunkprogramm von Radiotelevizija Sarajevo, das auf Kultur und klassische Musik ausgerichtet war, wurde 1973 gestartet.
Im Jahr 1975 wurde mit dem Bau eines neuen Rundfunkgebäudes begonnen, der heute als Sitz der Nachfolgeanstalt BHRT genutzt wird. Dies wurde auch zum Anlass genommen, das zweite Fernsehprogramm TVSA 2 zu starten. Ein großes Projekt von TVSA war es, die in Sarajevo stattgefundenen Olympische Winterspiele 1984 live zu übertragen. Mit Stand 1985 wurde mit dem ersten Fernsehprogramm eine terrestrische Abdeckung von 79 % erreicht, das zweite Fernsehprogramm TVSA 2 deckte eine Fläche von 57 % ab. Im Jahr 1989 startete schließlich auch TVSA 3.

### RTV Bosne i Herzegovine (1992–2000)
Nach dem Zerfall Jugoslawiens wurde Radiotelevizija Sarajevo 1992 in RTV Bosne i Hercegovine (RTVBiH) umbenannt. Während des Krieges konnte der Sendebetrieb zwar fortgesetzt werden, die Sendeanstalt sah sich jedoch der Zerstörung vieler Sendeanlagen und dem technischen Equipment ausgesetzt, die Mitarbeiter teilweise auch mitnahmen. Es etablierten sich zwei Programme, einmal das Fernsehprogramm tvBiH (ab 1995 BHT) und Radio Bosne i Hercegovine. Am 1. Januar 1993 wurde RTVBiH als aktives Mitglied in die Europäische Rundfunkunion aufgenommen. Dies ermöglichte Bosnien und Herzegowina 1993 die erste Teilnahme am Eurovision Song Contest.

### PBSBiH (2000–2004)
Im Jahr 2000 wurde RTV Bosne i Hercegovine in Javni radiotelevizijski servis BiH – PBSBiH. Auf Anraten des OHR wurden in der Nacht vom 11. auf den 12. August 2004 die terrestrischen Netze des Fernsehsenders BHT mit dem Ziel der Verbesserung der Abdeckung der Entitätsfernsehsender Televizija Republike Srpske und Federalna TV aufgesplittet sowie gleichzeitig eine neue nationale Frequenzkette geschaffen.

### BHRT (seit 2004)
Am 13. August 2004 wurde PBSBiH in Bosanskohercegovačka radiotelevizija (BHRT) umbenannt und gleichzeitig der Fernsehsender nach Testsendungen am Vortag auf der neuen, nationalen Frequenzkette als BHT1 komplett neu gestartet. Auch der Radiosender Radio Bosne i Hercegovine wurde gleichzeitig in BH Radio 1 umbenannt. PBSBiH bzw. Javni Servis Bosne i Hercegovine (dt. öffentlicher Service Bosnien und Herzegowinas) dient weiterhin als Oberbegriff der drei öffentlich-rechtlichen Rundfunkanstalten in Bosnien und Herzegowina, BHRT, Radio-Televizija Republike Srpske und Radiotelevizije Federacije Bosne i Hercegovine.
Das Programm von BHT1 sendet auch heute nicht 24 Stunden, nachts (ab ca. 1:30 Uhr) gibt es eine Sendepause. Während der Sendepause wird das Programm von BH Radio 1 übernommen.
Zur Fußball-Weltmeisterschaft 2014 startete BHRT am 12. Juni 2014 eine HD-Version seines Fernsehprogramms BHT1. Es wird bei einigen Kabel- und IPTV-Anbietern in Bosnien und Herzegowina angeboten.

## Sender
BHRT hat folgende Standbeine:
- BHT 1, das nationale Fernsehprogramm.
- BH Radio 1, der nationale Hörfunksender.
- MP BHRT, Musikproduktion des Senders, angeschlossen sind drei Orchester (Folklore / Jazz) und ein Musikarchiv.

## Trivia
- Unter dem Namen Televizija Sarajevo (TVSA) existiert heute ein Lokalsender für Sarajevo. Dieser hat jedoch nichts mit der BHRT zu tun.